# Sous-préfecture d'Itaquera
 (septembre 2022).
La mise en forme du texte ne suit pas les recommandations de Wikipédia : il faut le « wikifier ».
Les points d'amélioration suivants sont les cas les plus fréquents. Le détail des points à revoir est peut-être précisé sur la page de discussion.
- Les titres sont pré-formatés par le logiciel. Ils ne sont ni en capitales, ni en gras.
- Le texte ne doit pas être écrit en capitales (les noms de famille non plus), ni en gras, ni en italique, ni en « petit »…
- Le gras n'est utilisé que pour surligner le titre de l'article dans l'introduction, une seule fois.
- L'italique est rarement utilisé : mots en langue étrangère, titres d'œuvres, noms de bateaux, etc.
- Les citations ne sont pas en italique mais en corps de texte normal. Elles sont entourées par des guillemets français : « et ».
- Les listes à puces sont à éviter, des paragraphes rédigés étant largement préférés. Les tableaux sont à réserver à la présentation de données structurées (résultats, etc.).
- Les appels de note de bas de page (petits chiffres en exposant, introduits par l'outil «  Source ») sont à placer entre la fin de phrase et le point final[comme ça].
- Les liens internes (vers d'autres articles de Wikipédia) sont à choisir avec parcimonie. Créez des liens vers des articles approfondissant le sujet. Les termes génériques sans rapport avec le sujet sont à éviter, ainsi que les répétitions de liens vers un même terme.
- Les liens externes sont à placer uniquement dans une section « Liens externes », à la fin de l'article. Ces liens sont à choisir avec parcimonie suivant les règles définies. Si un lien sert de source à l'article, son insertion dans le texte est à faire par les notes de bas de page.
- La présentation des références doit suivre les conventions bibliographiques. Il est recommandé d'utiliser les modèles {{Ouvrage}}, {{Chapitre}}, {{Article}}, {{Lien web}} et/ou {{Bibliographie}}. Le mode d'édition visuel peut mettre en forme automatiquement les références.
- Insérer une infobox (cadre d'informations à droite) n'est pas obligatoire pour parachever la mise en page.

Pour une aide détaillée, merci de consulter Aide:Wikification.
Si vous pensez que ces points ont été résolus, vous pouvez retirer ce bandeau et améliorer la mise en forme d'un autre article.
La sous-préfecture d'Itaquera est l'une des 32 sous-préfectures de la municipalité de São Paulo. Elle comprend quatre districts, Itaquera, Parque do Carmo, José Bonifácio et Cidade Líder, qui représentent ensemble une superficie de 54,3 km², habitée par plus de 488 000 personnes. Le quartier d'Itaquera est principalement un dortoir, avec peu d'options de loisirs. Il y a encore une grande étendue de terres appartenant aux immigrants japonais. Dans le plus grand parc agricole de la région, connu sous le nom de Parque do Carmo, se trouvent des plantations de cerisiers, résultant de la colonisation japonaise. Actuellement, le quartier d'Itaquera connaît un important développement commercial. Avec l'avènement de la Coupe du monde 2014 et la construction du stade de football de l'équipe Sport Club Corinthians Paulista. Le quartier suit son cours et se développe en termes de population, mais il y a peu de croissance industrielle et commerciale, laissant le stigmate d'un quartier dortoir.
Bien qu'il soit l'un des quartiers les plus importants de la ville de São Paulo, Itaquera a toujours été considéré comme une périphérie par les habitants de São Paulo. Mais depuis quelques années, la région connaît une phase de croissance et d'appréciation. La construction de l'Arena Corinthians a été une étape importante qui a apporté beaucoup d'investissements et de visibilité à la région. Il y avait déjà un pôle commercial à Itaquera, mais la construction du stade faisait partie d'un projet de développement qui était déjà en cours.
Actuellement, la sous-préfecture d'Itaquera a comme sous-préfet Jamil Yatim.

## District d'Itaquera
Superficie : 14,60 km2
Population : 204 871
Densité démographique (Hab/Km2) : 14 032
Principaux quartiers : Conjunto Habitacional A. E. Carvalho, Conjunto Habitacional Águia de Haia, Itaquera, Jardim Adelaide, Jardim Aurora, Jardim Cleide, Jardim Irene, Jardim Itapemirim, Jardim Liderança, Jardim Naufal, Jardim Norma, Jardim Redil, Jardim São João, Limoeiro, Parada Quinze, Parada XV de Novembro, Parque Guarani, Parque Sevilha, Vila Bozzini, Vila Brasil, Vila Campanela, Vila Carmosina, Vila Caxumba, Vila Corberi, Vila Jussara, Vila Klauning, Vila Progresso, Vila Regina, Vila Santana, Vila Síria, Vila Suíça, Vila Taquari, Vila Ursulina e Mastrocola, Vila Verde.

## District de Cidade Líder
Superficie : 10,20 km2
Population : 126 597
Densité démographique (Hab/Km2) : 12 411
Principaux quartiers : Cidade Líder, Jardim Marília, Jardim Brasília, Jardim Maringá, Jardim Bandeirantes, Jardim Fernandes, Parque Savoy City, Jardim Santa Terezinha, Jardim Ipanema.

## District de José Bonifácio
Superficie : 14,10 km2
Population : 124 122
Densité démographique (Hab/Km2) : 8 803
Principaux quartiers : Colônia Japonesa, Conjunto Habitacional Fazenda do Carmo, Conjunto Residencial José Bonifácio, Fazenda do Carmo, Jardim Cibele, Jardim Helena, Jardim Ivete, Jardim Jordão, Jardim Morganti, Jardim Pedra Branca, Jardim São Pedro, José Bonifácio, Vila Gil, Vila Santa Terezinha.

## District de Parque do Carmo
Superficie : 15,40 km2
Population : 68 258
Densité démographique (Hab/km2) : 4 432
Principaux quartiers : Fazenda Caguaçu, Fazenda Nossa Senhora do Carmo, Gleba do Pêssego, Jardim Elian, Jardim Marabá, Jardim Nossa Senhora do Carmo, Jardim Santa Marcelina, Parque do Carmo, Vila Chuca.

## Bloc à Itaquera
Le carnaval de rue de São Paulo s'est développé, attirant des publics divers et avec ses propres caractéristiques.
Selon le Secrétariat spécial de la communication (Secrétariat municipal de la culture), les réjouissances ont officiellement débuté le 17 février et se déroulent jusqu'au 5 mars dans plusieurs régions de la commune. Il y aura 391 blocs en 2017 (28% de plus qu'en 2016).
Parmi ces blocs se trouve Itaquerendo Folia, de la zone est – Itaquera, qui défile pour la deuxième année le mardi gras (28/02) rendant hommage aux 35 ans de carrière du Trio Los Angeles et qui, selon son coordinateur, le journaliste et l'artiste carnavalesque J. Ivo Brasil, à partir de cette année-là, les festivités appartenaient également aux personnes âgées.
"À São Paulo, selon les informations du Fonds d'État pour les personnes âgées, la population âgée, en 2014, représentait déjà 12,9 % de tous les habitants de l'État (SP). Et ce nouveau profil de population appelle des actions intégrées pour assurer le vieillissement actif des personnes âgées et renforcer leur importance dans la société (toujours selon le Fonds)", justifie le coordinateur.
Par conséquent, en pensant à renforcer l'importance de ce public pour la société, la décision a été prise de choisir un Roi et une Reine de la Folia du troisième âge pour le bloc Itaquerendo Folia.